# Кислотність шлункового соку
Кислотність шлункового соку — характеристика концентрації соляної кислоти в шлунковому соку. Вимірюється в одиницях рH.
Для оцінки стану органів шлунково-кишкового тракту (ШКТ) розглядають величину кислотності (pH) одночасно в різних відділах шлунка і, більш широко, одночасно в різних відділах стравоходу, шлунка і дванадцятипалої кишки; зміну pH в часі; динаміку зміни pH, як реакцію на стимулятори і лікарські препарати.

## Історія вивчення кислотності шлункового соку
Парацельс на початку XVI століття припустив наявність у шлунку кислоти, вважаючи, що кислота з'являється при питті кислої води. Англійський лікар і біохімік Вільям Праут в 1824 році визначив, що кислотою, що входить до складу шлункового соку є соляна кислота. Він же ввів поняття вільна, зв'язана соляна кислота і загальна кислотність шлункового соку. У 1852 році фізіолог Фрідріх Біддер і хімік Карл Шмідт опублікували книгу «Травні соки і обмін речовин», яка поклала початок титраційному методу визначення кислотності шлункового соку і остаточно розвіяла сумніви щодо того, що шлунком в нормі секретується саме соляна кислота. Рігель в 1886 році і Шюле в 1895-му стали визначати кислотність шлункового соку в цілях діагностики та лікування гастроентерологічних захворювань.
Одним з перших, хто запропонував зондування шлункового соку, був німецький лікар Адольф Куссмауль. Створення клінічних методів і шлункових зондів для дослідження секреції шлунка аспіраційними методами (в основному, силами перших гастроентерологів з Німеччини: Вільгельма фон Лейбі, Карла Евальда і Ісмара Боаса і американця, який пройшов навчання в Німеччині Макса Ейнхорна) фактично сформувало нову медичну дисципліну — гастроентерологію.
Датський біохімік Серен Серенсен, запропонував у 1909 році шкалу pH і розробив сучасні електрометричні методи вимірювання кислотності. Американський хімік і фізіолог Джессі Макклендон в 1915 році вперше виконав pH-метрію в шлунку і дванадцятипалій кишці людини за допомогою пристрою власної конструкції.

## Зони продукції і нейтралізації кислоти в шлунку
Шлунковий етап перетравлення їжі відбувається за допомогою ферментів, найважливішим з яких є пепсин, які вимагають обов'язково кислого середовища. Однак кислота в хімусі (кашиці), що складається з частково перевареної їжі і шлункових соків, перед евакуацією зі шлунка повинна бути нейтралізована.
Шлунок умовно можна розділити на кислотоутворюючу (верхню) та кислото-нейтралізуючу (нижню) зони, розділені інтермедіарною зоною, тобто зоною переходу від слабокислих рH (6,0-4,0) до різкокислих (рH менше 3,0) і яка розташовується між тілом шлунка та його антральним відділом.
Так як при дослідженні кислотності шлунка діагностично важливою є інформація про процеси кислотопродукції та кислотонейтралізації, то вимірювання кислотності шлунка має відбуватися не менше, ніж у двох зонах: тілі шлунка і антрумі.
Нейтралізація кислоти в шлунку виробляється, в основному, за рахунок іонів гідрокарбонатів (HCO3-), які секретуються поверхневими клітинами слизової оболонки.

## Продукція соляної кислоти в шлунку

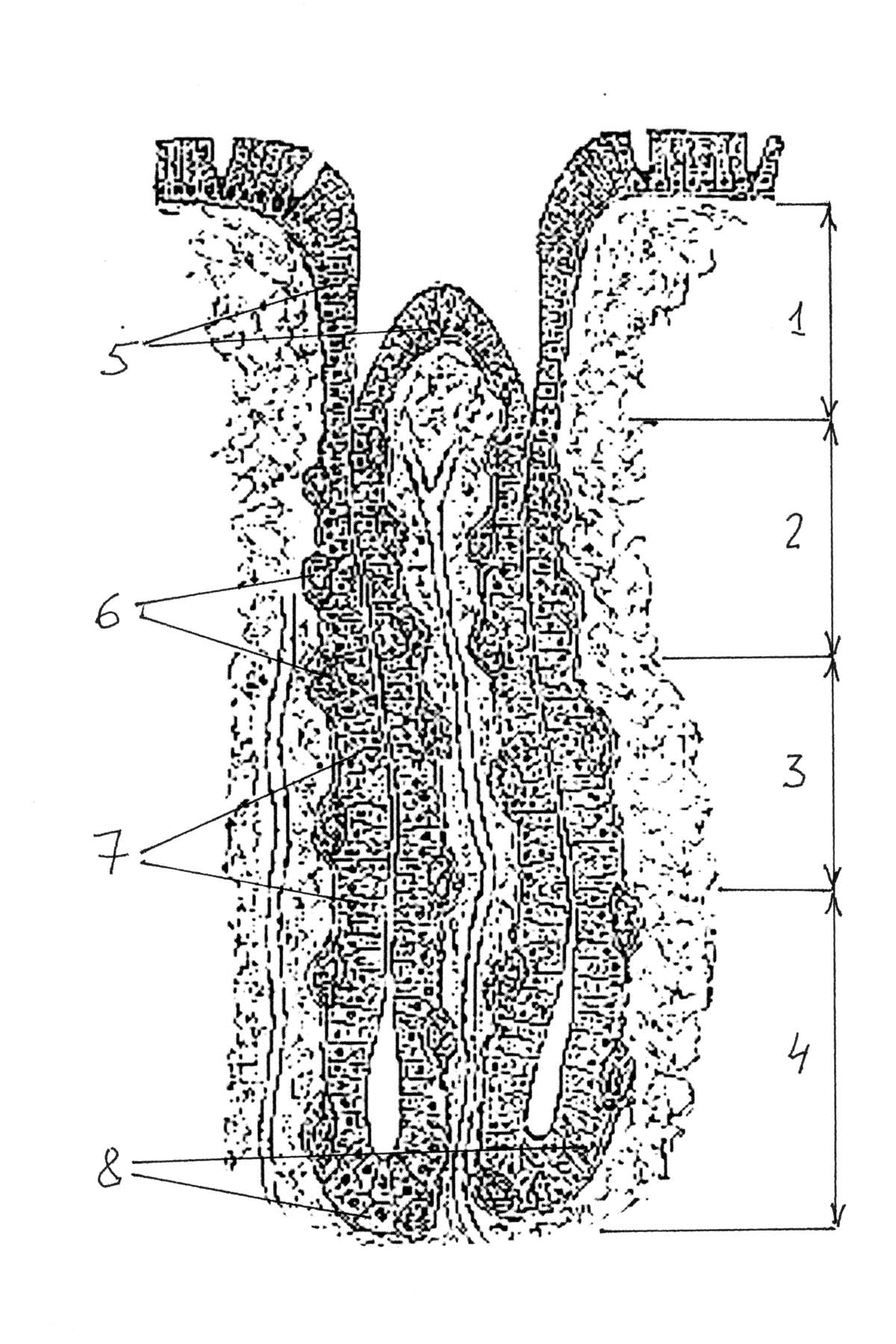
Фундальні залози. Зони залози: 1 — шлункова ямка, 2 — перешийок, 3 — шийка, 4 — основа і тіло. Клітини: 5 — поверхневі слизові, 6 — парієтальні (продукують соляну кислоту), 7 — слизові, 8 — головні.

Соляну кислоту продукують парієтальні (синонім обкладаючі) клітини фундальних залоз шлунка за участю Н<sup id="mwQw">+</sup>/К<sup id="mwRA">+</sup>-Атфази. Фундальні (синонім головні) залози становлять основну частину залоз ділянки дна і тіла шлунка.
Концентрація продукованої соляної кислоти однакова і дорівнює 160 ммоль/л, але кислотність шлункового соку, що виділяється варіюється за рахунок зміни числа функціонуючих парієтальних клітин і нейтралізації соляної кислоти лужними компонентами шлункового соку. Чим швидше секреція соляної кислоти, тим менше вона нейтралізується і тим вище кислотність шлункового соку.
Соляна кислота присутня в шлунку і до початку процесу травлення. Незважаючи на те, що на базальну секрецію (тобто секрецію натщесерце) впливають багато факторів,  її величина в шлунку у кожної людини практично постійна і у здорових людей не перевищує 5-7 ммоль / год.

## Три фази секреції соляної кислоти
- Секреція соляної кислоти починається ще до потрапляння їжі в шлунок. Першу фазу секреції (т. н. цефалічну) запускають запах, вигляд і смак їжі, вплив яких передається від центральної нервової системи на клітини шлунка через іннервучі шлунок нервові закінчення.
- Найзначніша фаза секреції — шлункова, починається після потрапляння їжі в шлунок. Розтягнення шлунка запускає виділення гастрину з G-клітин, розташованих в антральному відділі шлунка. Гастрин, впливаючи на парієтальні клітини безпосередньо або через активацію ECL-клітин з вивільненням гістаміну, стимулює продукцію соляної кислоти.
- Заключна фаза секреції — кишкова — запускається при попаданні їжі в дванадцятипалу кишку і її розтягуванні.

Підвищення кислотності шлункового соку включає механізм регуляції секреції: в клітинах антрального відділу шлунка запускається вироблення соматостатину — блокатора секреції соляної кислоти.

## Функції соляної кислоти в шлунку

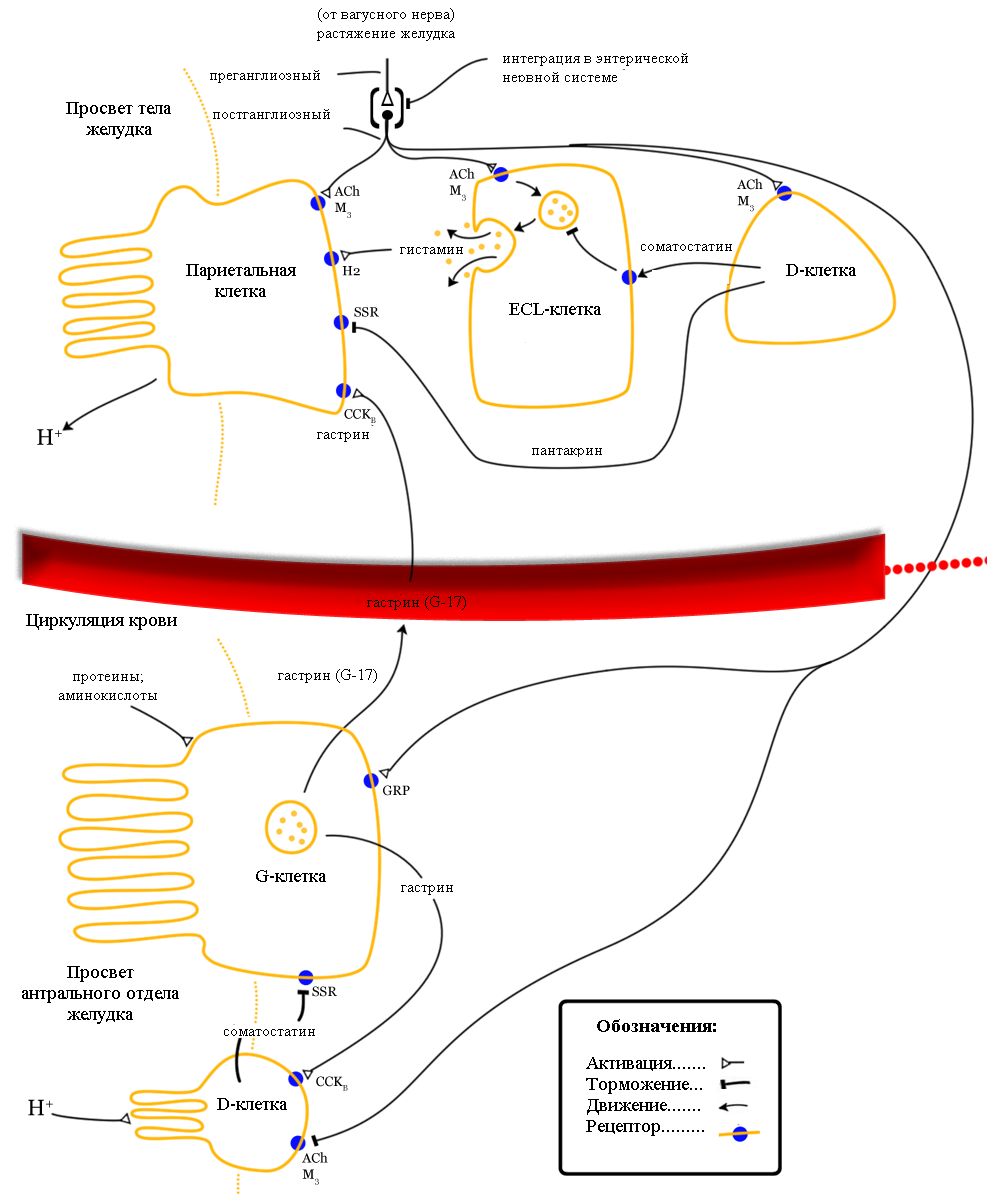
Діаграма управління секрецією соляної кислоти в шлунку. Підкреслені взаємозв'язки між антрумом і тілом шлунка.

Соляна кислота виконує наступні функції:
- сприяє денатурації і набуханню білків у шлунку, що полегшує їх подальше розщеплення пепсинами;
- активує пепсиногени і перетворює їх в пепсини;
- створює кисле середовище, необхідне для дії ферментів шлункового соку;
- забезпечує антибактеріальну дію шлункового соку;
- сприяє нормальній евакуації їжі зі шлунка: відкриття пілоричного сфінктера з боку шлунка і закриття з боку дванадцятипалої кишки;
- збуджує панкреатичну секрецію.

## Кислотозалежні захворювання шлунково-кишкового тракту
Причиною кислотозалежних захворювань може стати розбалансування функціонування механізмів кислотопродукції або кислотонейтралізації, недостатня ефективність нижнього стравохідного або пілоричного сфінктерів, що є причиною патологічних гастроезофагеальних і дуоденогастральних рефлюксів, а також неправильне харчування або спосіб життя. Найважливішим діагностичним фактором є величина кислотності в різних частинах органів верхніх відділів шлунково-кишкового тракту (ШКТ), зміна цих величин у часі. При цьому часто необхідне знання поведінки кислотності одночасно в декількох точках ШКТ.

## Методи дослідження кислотності шлунка
Дослідження кислотності виконується при діагностиці і лікуванні гастроезофагеальної рефлюксної хвороби, стравоходу Барретта, виразки шлунку, виразки дванадцятипалої кишки, хронічного гастриту, дуоденіту, диспепсії, при термічних і хімічних опіках стравоходу.
Існують чотири основні методи дослідження кислотності шлункового соку.
- Найпростіший — за допомогою іонообмінних смол («Ацидотест», «Гастротест» та ін) за ступенем забарвлення сечі. Метод має невелику точність і, тому, є малоінформативним. Останнім часом застосовується рідко.
- Аспіраційні методи. Найбільш поширений з них метод фракційного зондування. Вміст шлунка відсмоктується за допомогою гумової трубки, а потім досліджується в лабораторії. Цей метод має свої переваги, але має і серйозні недоліки. В процесі відсмоктування вмісту шлунку, отримане з різних функціональних зон, перемішується. До того ж сам процес відсмоктування порушує нормальну роботу шлунка, спотворюючи результати дослідження.
- Метод фарбування стінки шлунка за допомогою зрошення її спеціальним барвником через канал ендоскопа під час проведення гастроскопії. Цей метод також не може забезпечити необхідну точність, візуальне визначення кислотності щодо зміни кольору барвника дає дуже приблизні результати.

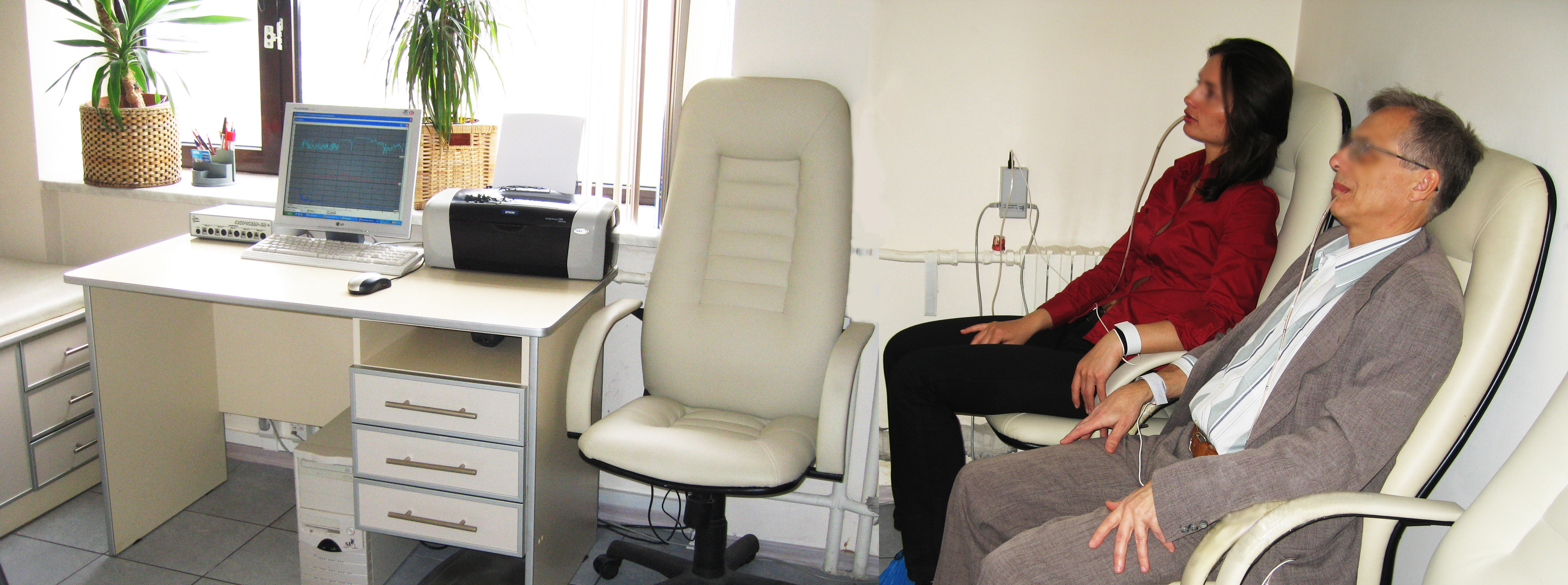
Дослідження кислотності шлункового соку з допомогою багатомісного ацидогастрометра.

- Електрометричний метод вимірювання кислотності безпосередньо в шлунково-кишковому тракті — внутрішньошлункова рH-метрія. Це найбільш інформативний і фізіологічний метод. Дозволяє з допомогою спеціальних приладів — ацидогастрометров, оснащених pH-зондами з кількома датчиками pH, вимірювати кислотність одночасно в різних зонах шлунково-кишкового тракту протягом тривалого часу (до 24-х годин і більше). Недоліком методу є неможливість вимірювання загального обсягу кислотопродукції шлунка.

### Лабораторне визначення кислотності шлункового соку
В лабораторії кислотність шлункового соку визначають титруванням його розчином їдкого натру (NaOH) з участю різних хімічних індикаторів, що змінюють свій колір залежно від кислотності середовища. Розділяють поняття загальної кислотності шлункового соку, вільної і зв'язаної кислотності.
Кислотність шлункового соку виражають або в титраційних одиницях (кількості мл 0,01 М розчину їдкого натру, необхідного для нейтралізації кислот в 100 мл шлункового соку) або в ммоль HCl на 1 л шлункового соку. Чисельно ці значення збігаються. Зазвичай при титруванні використовують 5 мл шлункового соку. Тому, після титрування, нейтралізуючу кількість NaOH множать на 20.

## pH в шлунку і сусідніх відділах ШКТ
- Максимальна теоретично можлива кислотність в шлунку: pH = 0,86 (відповідає кислотопродукції 160 ммоль/л).
- Мінімальна теоретично можлива кислотність в шлунку: pH = 8,3 (відповідає pH насиченого розчину іонів HCO3-).
- Нормальна кислотність в просвіті тіла шлунка натще: pH = 1,5 — 2,0.
- Кислотність на поверхні епітеліального шару, зверненого в просвіт шлунка: pH = 1,5 — 2,0.
- Нормальна кислотність в антральному відділі шлунка: pH = 1,3 — 7,4.
- Кислотність в глибині епітеліального шару шлунка: близько pH = 7,0.
- Нормальна кислотність в стравоході: рH = 6,0 — 7,0.
- Нормальна кислотність в цибулині дванадцятипалої кишки: pH = 5,6 — 7,9.
- Кислотність соку тонкої кишки: 7,2 — 7,5 pH; при посиленні секреції досягає pH = 8,6[1].
- Кислотність соку товстої кишки: pH = 8,5 — 9,0.

### Загальна кислотність шлункового соку
Загальна кислотність складається з вільної та зв'язаної кислотностей плюс кислотність, обумовлена наявністю органічних кислот (молочної, оцтової, масляної та іншими) в нормі або при патології.
Для визначення загальної кислотності до 5 мл шлункового соку додають одну краплю 1 % спиртового розчину фенолфталеїну. Відзначивши рівень розчину в мірній пробірці, виробляють титрацию шлункового соку до появи червоного забарвлення. Кількість мл розчину їдкого натру, витраченого на титрування, помноженого на 20, буде дорівнює загальній кислотності в титраційних одиницях або ммоль/л.

### Вільна соляна кислота

Модель молекули соляної кислоти

Вільною соляною кислотою називається соляна кислота, що знаходиться в шлунковому соці у вигляді окремих іонів H+ і Cl—.
Для визначення вільної кислотності до 5 мл шлункового соку додають одну краплю диметиламідоазобензола. Відзначивши рівень розчину в мірній пробірці, роблять титрацию шлункового соку до появи оранжево-жовтого кольору. Кількість мл розчину їдкого натру, витраченого на титрування, помноженого на 20, буде дорівнювати вільній кислотності.

### Зв'язана соляна кислота
Зв'язаною соляною кислотою називається соляна кислота, що знаходиться в шлунковому соку в хімічно зв'язаному з білками і в недиссоцийованому вигляді.
Для визначення зв'язаної соляної кислоти використовують індикатор алізарин. Процедура титрування аналогічна описаним вище і проводиться до появи фіолетового забарвлення.